# Karin Westman Berg
Karin Birgitta Westman Berg, född 17 juni 1914 i Uppsala, död 16 oktober 1997 i Uppsala, var en svensk litteraturvetare. 

## Biografi
Karin Westman Berg var dotter till Knut B. Westman. Hon blev filosofie magister vid Uppsala universitet 1941, filosofie licentiat 1957, filosofie doktor 1962 och docent i litteraturhistoria i Uppsala 1965. Hon var läroverks-/gymnasielärare 1943–1967 (föräldraledig 1939–1940, 1941–1942 och 1945–1946), extra universitetslektor 1968–1972, innehade en personlig forskartjänst i kvinno- och könsrollsforskning inom litteraturvetenskap vid Uppsala universitet 1977–1981 och tilldelades professors namn 1982.
Westman Berg var ledamot av Kvinnolitteraturprojektet vid Uppsala universitet 1978–1981. Hon var ledare för könsrollsseminariet i Uppsala 1967–1977, kvinnoforskningsseminariet 1975–1978 och höll föreläsningar i kvinnoforskning vid Uppsala universitet från 1983. Det första Könsrollsseminariet som hon ledde 1967–1968 kom att bli mycket betydelsefullt. Bland föreläsarna fanns akademiker och författare som Eva Åsbrink, Barbro Alving, Gunnar Qvist, Barbro Backberger och Birgitta Svanberg. Åtta av seminariedeltagarna grundade våren 1968 det feministiska nätverket Grupp 8. Hon var medlem i Samarbetskommittén för ökad kvinnorepresentation.
Karin Westman Berg var styrelseledamot i Fredrika-Bremer-förbundet i Luleå 1943–1949, i Härnösand 1950–1977, ledamot av förbundsstyrelsen 1945–1977, tidningen Herthas redaktionskommitté 1959–1977, hedersledamot 1977. Hon var ledamot av Svenska PEN-klubben, sällskapet Nya Idun och Provinciaal Utrechts Genootschap van Kunsten en Wetenschappen i Nederländerna.